# Isaskar
Isaskar var patriarken Jakobs femte son med hustrun Lea och nionde totalt. Isaskars stam omfattade den bördiga Jezreelslätten I Kanaans land. Jakobs välsignelse till Isaskar återfinns i 1 Moseboken 49:14–15. Efter bosättningen i Kanaan fick stammen några av de bördigaste landområdena i Palestina. Inom Isaskars gränser fanns flera viktiga platser i judisk historia, till exempel Karmel, Megiddo, Gilboa, Tabor och Nasaret.